# Indoaris
Els pobles indoaris o índics són un grup etnolingüístic que es refereix a una col·lecció molt ampla de pobles als que els uneix que són parlants natius de la branca indoària de la família de les llengües indoiranianes, que al seu cop és un membre de la família més gran de llengües indoeuropees. Avui en dia, hi ha més de mil milions de parlants natius de llengües indoàries, la major part dels quals viuen al Sud-est asiàtic, on formen la majoria de la població.

## Orígens

### Migracions més primerenques
Els primers pobles a assentar-se a l'Índia durant el Paleolítics semblen haver estat un grup australoide que poden haver estat relacionats estretament amb els aborígens australians.
Les restes aïllades d'Homo erectus a Hathnora, a la vall del Narmada, indiquen que l'Índia podria haver estar habitada des d'almenys el Plistocè mitjà, en algun lloc fa entre 200.000 i 700.000 anys. Se suposa que els primers pobladors humans van arribar-hi fa 12.000 anys. Els primers poblats confirmats daten de fa 9.000 anys i són a Bhimbetka, a l'actual estat de Madhya Pradesh.
Des d'un punt de vista genètic i antropològic, la recerca de Basu et al. (2003) indica que:
1. hi ha una unitat subjacent als llinatges femenins de l'Índia, indicant que el nombre inicial de colons femenins han d'haver estat reduït.
2. les poblacions tribals i de castes són molt diferenciades.
3. els membres de les tribus austroasiàtiques són els colons més primerencs a l'Índia, donant suport a una hipòtesi antropològica mentre que refuten d'altres.
4. una onada important d'humans va entrar a l'Índia des del nord.
5. les tribus tibetoburmanes comparteixen considerables elements genètics comuns amb les tribus austroasiàtiques, donant suport a la hipòtesi que poden haver compartit un hàbitat comú al sud de la Xina, però els dos grups de tribus poden diferenciar-se sobre la base dels haplotips del cromosoma Y.
6. les tribus dravinianes estaven possiblement disperses al llarg de l'Índia abans de l'arribada dels nòmades parlants de l'indoeuropeu, però es van retirar al sud de l'Índia per evitar ser dominats.[7]
7. es van formar poblacions per fissió que van resultar en efectes fundadors i de desplaçament amb rastres a les estructures genèrics de les poblacions contemporànies.
8. les castes superiors mostres afinitats genètiques més properes amb poblacions de l'Àsia central, tot i que els del sud de l'Índia són més distants que els del nord de l'Índia.
9. el flux històric genètic de l'Índia ha contribuït a una obliteració considerable d'històries genètiques de poblacions contemporànies de manera que en el present no hi ha una congruència clara d'afinitats genètiques, geogràfiques o socioculturals.

### Llengua indoària
La separació de la llengua indoària pròpiament dita de les llengües indoiranianes es data, en termes lingüístics, a aproximadament 1800 aC. Les llengües nuristani probablement es van dividir a aquests temps tan primerencs, i es classifiquen o bé com dialectes remots de l'indoari o com una branca independent de l'indoiranià. Per la meitat del mil·lenni II aC els indoaris inicials havien arribat a Assíria a l'oest (el superstrat indoari a Mitanni) i el nord de la regió del Panjab a l'est (les tribus rigvèdiques).
La difusió de les llengües indoàries s'ha connectat amb la difusió del carro de guerra a la primera meitat del segon mil·lenni AC. Alguns estudiosos fan retrocedir els indoaris (tant índics com europeus) a la cultura d'Andrónovo (segon mil·lenni aC). Altres estudiosos han argumentat que la cultura d'Andrónovo pròpiament dita es va formar massa tard per ser associada amb els indoaris de l'Índia, i que no s'han trobat rastres reals de la cultura d'Andrónovo (és a dir tombes de guerrers o materials amb marcs de fusta) a l'Índia i altres països del sud com ara Sri Lanka i les Maldives.

### Complex arqueològic de Bactria-Margiana
L'arqueòleg James Patrick Mallory (1998) sosté que és «extraordinàriament difícil donar suport a expansions d'aquest regió del nord cap a l'Índia del nord» i remarca que les rutes de migració proposades «sols [fan arribar] als indoiranians cap a l'Àsia central, però no tan lluny com els contraforts dels Medes, l'Imperia persa o els indoaris (Mallory 1998; Bryant 2001: 216). En conseqüència ell prefereix derivar els indoaris de l'etapa intermèdia de la cultura del complex arqueològic Bactria-Margiana, usant un model de difusionisme per a l'expansió. De forma semblant, Asko Parpola (1988) connecta els indoaris a Bactria-Margiana. Però tot i que els indoaris coneixien els cavalls, no hi ha evidència de la seva presència en forma d'ossos a Bactria-Margiana. Parpola (1988) ha argumentat que els dasa eren els «portadors de la cultura de l'edat del bronze del gran Iran que vivia a Bactria-Margiana i que les fortaleses amb parets circulars destruïdes pels indoaris estaven en realitat localitzades a Bactria-Margiana. Parpola (1999) desenvolupa el model i proposra que els indoaris «protorigvèdics» entren a Bactria-Margiana al voltant de 1700 aC. Suposa que la presència indoària a l'horitzó de la cultura del cementiri H d'aproximadament 1900 aC, i la intrusió «protorigvèdica» (proto-dàrdica) al Punjab la fa correspondre a la cultura de les tombes de Gandhara d'aproximadament 1700 aC.
Recentment, Leo Klejn va proposar una hipòtesi que enllaça l'etapa més primerenca dels pobles indoaris amb la cultura de les catacumbes.

### Superstrat indoari a Mitanni
Alguns teònims, noms propis i altres terminologies dels mittani exhibeixen un superstrat indoari, suggerint que una elit indoària es va imposar sobre la població hurri en el curs de l'expansió indoària.
En un tractat entre els hitites i els mitanni (entre Subiluliuma I i Mattiwaza, al voltant de 1380 aC, s'invoquen els deus Mitra, Varuna, Indra i Nasatya (Asvins). El text d'entrenament de cavlles de Kikkuli (al voltant de 1400 aC) inclou termes tècnics com ara aika (eka, u), tera (tri, tres), panza (pantxa, cinc), satta (sapta, set), na (nava, nou), vartana (vartana, ronda). El numeral aika «u» és de particular importància perquè posa el superstrat en la proximitat del mateix indoari en comptes de l'indorianià o iranià primerenc (que usa «aiva») en general.
Un altre text té babru(-nnu) (babhru, marró), parita(-nnu) (palita, gris), i pinkara(-nnu) (pingala, vermell). El seu festival principal era la celebració del solstici (vishuva) que era comú amb la major part de les cultures en el món antic. Els guerrers mitanni eren anomenats marya (Hurri: maria-nnu), que també és el terme per a guerrers (joves) en sànscrit. També es pot mencionar mišta-nnu (= miẓḍha,~ Sànscrit mīḍha) «pagament (per capturar un fugitiu)» (Mayrhofer, II, p. 358).
Les interpretacions en sànscrit dels noms mitanni generen Artashumara (artaššumara) com Arta-smara «que pensa de Arta/Rta» (Mayrhofer,II, p. 780), Biridashva (biridašṷa, biriiašṷa) com Prītāśva «el cavall del qual és apreciat» (Mayrhofer II 189, II378), Citrarata com citraratha «el carro de combat del qual relueix» (Mayrhofer I 553), Indaruda/Endaruta com Indrota «ajudat per Indra» (Mayrhofer I 134), Shativaza (šattiṷaza) com Sātivāja «guanyant el premi de la cursa» (Mayrhofer II 540, 696), Šubandhu com Subandhu «tenint bons parents» (un nom a Palestina, Mayrhofer II 209, 735), Tushratta (tṷišeratta, tušratta, etc.) com *tṷaiašaratha, Vèdic Tveṣaratha «el carro de combat del qual és vehement» (Mayrhofer I 686, I 736).

### Possible migració indoària a l'Àsia interior
Christopher I. Beckwith suggereix que els wusun, un poble caucasoide protoindoeuropeu de l'Àsia interior a l'antiguitat, eren d'origen indoari. Del terme xinès «wusun», Beckwith reconstrueix el terme xinès antic *âswin, que compara amb el terme en llengua índica antiga aśvin «els genets» el nom dels déus genets bessons rigvèdics. Beckwith suggereix que els wusun eren un romanent oriental dels indoaris, que havien estat expulsats a les extremitats de l'estepa eurasiàtica pels iranians al segon mil·lenni aC.
Es menciona per primer cop els wusun a les fonts xineses com a vassalls a la conca del Tarim on vivien els yuezhi., un poble indoeuropeu caucàsic possiblement d'origen tocari. Al voltant de 170 aC els yuezhi van ser derrotats completament pels xiongnu, que havien estat també vassalls dels yuezhi. Els yuezhi a continuació van atacar els wusun i van matar el seu rei (Kunmo xinès: 昆彌 o Kunmi xinès: 昆莫) Nandoumi (xinès: 難兜靡), capturant la regió d'Ili poc després. Com a recompensa els wusun es van assentar als territoris anteriors dels yuezhi com a vassalls dels xiongnu. El fill de Nandoumi va ser adoptat pel rei dels xiongnu i es va convertir en el líder dels wusun. Al voltant de 130 ac va atacar i derrotar completament els yuezhi, assentant als wusun al vall de l'Ili. Poc després es van independitzar dels xiongnu, convertint-se en vassalls fiels de la dinastia Han i una força poderosa a la regió per segles. Amb les federacions estepàries emergents de Rouran, els wusun van migrar a les muntanyes de Pamir al segle V aC. Se'ls menciona per últim cop el 938 quan un cap wusun va pagar tribut a la dinastia Liao.

## Període vèdic
La civilització vèdica de l'Edat de ferro inicial és producte d'una entrada inicial de parlants de l'indoari sobre l'Hindu Kush que civilització es destaca per un continu desplaçament cap a l'est, primer a la Plana Indogangètica amb els kurus i els pantxales, i més a l'est amb els kosalas i els videhes. L'expansió de l'edat de ferro correspon amb les cultures de la ceràmica negra i vermella i de la ceràmica grisa pintada.
Per al període hel·lenístic, Oleg N. Trubachev (1999; desenvolupant una hipòtesi de Paul Kretschmer de 1944) suggereix que hi havia parlants de l'indoari a l'Estepa Pòntica. Els meotes i els sindois, aquests últims també coneguts com a «indoi» i descrits per Hesiqui com un «poble indi».

## Edat mitjana
Els diversos pràcrits vernaculars es van desenvolupar a diferents llengües independents durant l'edat mitjana (vegeu Apabhramsha), formant el grup abahatta a l'est i el grup hindustànic a l'oest. Es pensa que el poble romaní (també coneguts com a gitanos) va deixar l'Índia al voltant de 1000 aC.

## Pobles contemporanis indoaris
Els indoaris contemporanis estan dispersos sobre la major part de les regions del nord, de l'oest, central i de l'est del subcontinent indi, a Hyderabad al sud de l'Índia, i a la major part de Sri Lanka i les Maldives. Els parlants no natius de les llengües indoàries també arriben al sud de la península. Els grups més grans són l'hindi, el bengalí, i el punjabi. L'hindustànic, o els parlants d'hini/urdu a l'Índia, Bangladesh i Pakistan representen més de 500 milions de parlants natius, sent la comunitat més gran de parlants de totes les llengües indoeuropees. De les 22 llengües més importants de l'Índia, 16 són llengües indoàries.

### Antropologia genètica
Un nombre creixent d'estudis han trobat que el sud d'Àsia presenta el màxim nivell de diversitat a la variació de l'haplotip Y-STR dins de R1a1a, com per exemple Kivisild et al. (2003), Mirabel et al. (2009) i Sharma et al. (2007, 2009). Tot i així, els estudis basats en la variació de l'haplotip Y-STR han estat criticats recentment com imprecisos i poc fiables perquè sovint els resultats es veuen afectats per quins marcadors s'escullen conscientment per a l'anàlisi. A un estudi de 2011 que examina els efectes l'elecció de microsatèl·lit i variació del cromosoma Y, els autors conclouen:
«Subseqüentment, suggerim que la major part de dates del cromosoma Y basedes en STR tenen una altra probabilitat d'estar subestimades, a causa de les característiques moleculars del marcadors usats comunament, com ara la seva taxa de mutació i el rang de lels que els STR poden agafar, que potencialment condueix a una pèrdua de linearitat temporal. Com a conseqüència, actualitzem l'edat basada en STR de nodes importants de l'arbre del cromosoma Y. Finalment mostrem que els STR que s'usen més comunament per explorar l'ascendència remota no són capaços de descobrir relacions antigues, i proposem un conjunt de STR que s'haurien d'usar en aquests casos».
Viswanathan et al. (2004) a un estudi sobre l'estructura genètica i les afinitats entre poblacions tribals del sud de l'Índia conclou que (la) «Diferenciació genètica era alta i les distància genètiques no estaven significativament correlacionades amb les distàncies geogràfiques. El desplaçament genètic probablement va jugar un rol significatiu en el disseny dels patrons de variació genètica observats a les poblacions tribals del sud de l'Índia. Per una altra banda, l'anàlisi de les relacions entre la població van mostrar que les poblacions de l'Índia estan relacionades estretament entre elles, independentment de les característiques fenotípiques, i no mostren afinitats particular als africans. Concloem que les semblances fenotípiques d'alguns grups de la Índi als africans no reflecteixen una relació estreta entre aquests grups, sinó que s'expliquen millor per convergència.»
Sengupta et al. al seu article de 2006 a la revisa Amercian Journal of Human Genetics diuen que «La nostra inferència és que una expansió primerenca a l'holocè al nord-oest de l'Índia (incloent-hi el vall de l'Indus) van contribuir cromosomes R1a1-M17 tant a les tribus de l'Àsia central com de l'Àsia del Sud. La metodologia de datació de l'haplotip empleat per l'article de Sengupta està basat en la taxa de mutació «evolucionàriament efectiva» per als llocs STR del cromosoma Y, un mètode que ha estat criticat severament per Belanovsky et al. (2011). D'acord amb aquests investigadors, que comparen tant la precisió com la fiabilitat de la taxa Zhivotovsky de mutació evolucionària (6,9 x 10-4 per lloc per generació) amb una taxa genealògica (2,1 x 10-3 per lloc per generació).
La recerca més recent conduïda per Watkins et al. (2008) també rebutja l'estudi de Sengupta, però sols per l'aleatorietat dels marcadors uniparentals que poden haver estat afectats per la selecció natural. També argumenten sobre la necessitat d'analitzar els polimorfismes autosomals en addició a ambdós DNA del cromosoma Y i del mitocondri per generar un panorama complet de l'estructura genètica de la població. Els autors de l'estudi escriuen que:
«El registre històric document una entrada d'immigrants parlants de l'indoeuropeu al nord-oest de l'Índia a partir almenys de 3.500 anys enrere. Aquests immigrants es van dispersar cap al sud i l'est a una societat agrària preexistent dominada per parlants de llengües dravídiques. Amb el temps, una casta patriarcal més altament estructurada es va desenvolupar […] les nostres dades són consistents amb un model en el qual unes poblacions nòmades de l'Euràsia nord-occidental i central es van intercalar a través dels mil·lennis en un conjunt ja complex i genèticament divers de poblacions subcontinentals. A mesura que aquestes poblacions van créixer, es van barrejar i es van expandir, es va desenvolupar localment un sistema d'estratificació social, dispersant-se a dins del pla de l'Indus i el Ganges, i després cap al sua al pla del Deccan.»
Un estudi de 2011 publicat a la revista American Juornal of Human Genetics indica que els components ancestrals indis són el resultat d'una història demogràfica més complexa del que es creia prèviament. D'acord amb els investigadors, el sud d'Àsia hostatja dos components ancestrals principals, un dels quals està difós amb freqüència comparable i amb diversitat genètica a poblacions del sud i l'oest d'Àsia, l'Orient Mitjà, l'Orient Pròxim i el Caucas; l'altre component està més restringit al su d'Àsia. Tot i així, abans de descartar la possibilitat d'una migració indoària, aquestes descobertes suggereixen que les afinitats genètiques dels dos components indis ancestrals són el resultat de múltiples fluxos genètics sobre el curs de milers d'anys.

## Llista de pobles indoaris

### Històriques
| - Ahir - Angas - Charans - Gandharis - Gangaridai - Gupta - Gurjars - Jats - Kalingas - Kambojas - Kolis/Koris - Kurus - Licchavis - Magadhis | - Maurya - Nanda - Pala - Pundra - Tribus rigvèdiques - Satavahanas - Sena - Shakya - Vanga - Varanasi - Videha |

### Contemporanis
| - Assamesos - Bengalis - bhils - Chhettris - Chittagonians - Dogras - Doms - Garhwalis - Gujaratis - Gurkhas - Hindkis | - Hindkowans - Kambojs - Khas - Khatris - Kolis - Konkanis - Kumaonis - Lhotshampas - Lohanas - Dhivehis - Marathis - Marwaris | - Mers - Muhajirs - Nagars - Nais - Oriyas - Punjabis - Rajputs - Ramgarhia - Romanis - Saraikis - Sinhalesos - Sindhis |  |